# Drepanulatrix verdiaria
Drepanulatrix verdiaria là một loài bướm đêm trong họ Geometridae.